# Кубок Польщі з футболу 1987—1988
Кубок Польщі з футболу 1987–1988 — 34-й розіграш кубкового футбольного турніру в Польщі. Титул втретє здобув Лех (Познань).

## Календар
| Раунд        | Дата                         | Матчі | Клуби    |
| ------------ | ---------------------------- | ----- | -------- |
| Перший раунд | 25 липня - 1 серпня 1987     | 32    | 112 → 80 |
| Другий раунд | 5 серпня 1987                | 32    | 80 → 48  |
| Третій раунд | 26 серпня - 15 вересня 1987  | 16    | 48 → 32  |
| 1/16 фіналу  | 6 жовтня - 18 листопада 1987 | 16    | 32 → 16  |
| 1/8 фіналу   | 18-25 листопада 1987         | 8     | 16 → 8   |
| 1/4 фіналу   | 5 березня - 6 квітня 1988    | 8     | 8 → 4    |
| 1/2 фіналу   | 13 квітня - 4 травня 1988    | 4     | 4 → 2    |
| Фінал        | 23 червня 1988               | 1     | 2 → 1    |

## Перший раунд
| Команда 1                | Рахунок      | Команда 2                         |
| ------------------------ | ------------ | --------------------------------- |
| 25 липня - 1 серпня 1987 |              |                                   |
| Ромінта (Ґолдап)         | 1:3          | Буґ-2 (Вишкув)                    |
| Ґром (Червони Бур)       | 2:3 дч       | ББТС Влукняж (Бельсько-Бяла)      |
| Спуйня (Свідвин)         | 0:3          | Любушанін (Тшцянка)               |
| Флота (Свіноуйсьце)      | 0:0 пен. 3:4 | Гриф (Слупск)                     |
| СГР Войцешице            | 3:1          | Енергетик (Грифіно)               |
| Повіслє (Дзежґонь)       | 0:2          | Вісла (Тчев)                      |
| Хойнічанка (Хойніце)     | 0:2          | Сточньовец (Гданськ)              |
| Єзьорак (Ілава)          | 1:0          | Елана (Торунь)                    |
| Старт (Радзеюв)          | 5:1          | Варта (Познань)                   |
| Погонь (Седльце)         | 5:2          | Погонь (Лапи)                     |
| Легія-2 (Варшава)        | 0:1          | Млав'янка (Млава)                 |
| Влукняж-2 (Паб'яниці)    | 0:4          | Полонез (Варшава)                 |
| Варта-2 (Познань)        | 2:2 пен. 3:2 | ВКС Велюнь                        |
| Каня (Гостинь)           | 1:3          | Остров'я (Острув-Велькопольський) |
| Царіна (Ґубін)           | 1:2 дч       | Погонь (Олесниця)                 |
| Олімпія (Каменна Ґура)   | 1:0          | Полар (Вроцлав)                   |
| Гурник-2 (Валбжих)       | 2:1          | Малапанев (Озімек)                |
| Спартан (Ґрудиня-Велика) | 1:6          | Царбо (Гливиці)                   |
| Вікторія (Явожно)        | 0:1 дч       | БКС Сталь (Бельсько-Бяла)         |
| Ґосціб'я (Сулковіце)     | 0:1          | Ґрунвальд (Руда-Шльонська)        |
| Бленкітні (Тарнув)       | 0:3          | Ґранат (Скаржисько-Каменна)       |
| Ґлінік (Горлиці)         | 5:2          | Карпати (Кросно)                  |
| Ресовія-2 (Ряшів)        | 0:1          | Сярка (Тарнобжег)                 |
| Чувай (Перемишль)        | 1:2          | Сталь-2 (Мелець)                  |
| Розточе (Щебрешин)       | 1:5          | Люблінянка (Люблін)               |
| Гвардія (Холм)           | 4:1 дч       | АЗС Біла Підляська                |
| Мотор-2 (Люблін)         | 2:2 пен. 1:2 | Унія (Скерневіце)                 |
| Орзел (Вежбиця)          | 0:2          | ГКС (Белхатув)                    |
| Сточньовец (Плоцьк)      | 0:4          | Борута (Зґеж)                     |
| Гурник (Конін)           | 0:0 пен. 1:3 | Полонія (Бидгощ)                  |
| Заглембє-2 (Любін)       | 0:2          | Заглембє (Валбжих)                |
| Гутник-2 (Краків)        | 1:0          | Ракув (Ченстохова)                |

## Другий раунд
| Команда 1                         | Рахунок      | Команда 2                       |
| --------------------------------- | ------------ | ------------------------------- |
| 5 серпня 1987                     |              |                                 |
| Буґ-2 (Вишкув)                    | 0:1          | Гвардія (Варшава)               |
| ББТС Влукняж (Бельсько-Бяла)      | 0:2          | Ягеллонія (Білосток)            |
| Любушанін (Тшцянка)               | 0:2          | Гвардія (Кошалін)               |
| Гриф (Слупск)                     | 0:1          | Балтик (Гдиня)                  |
| СГР Войцешице                     | 3:0          | Арка (Гдиня)                    |
| Вісла (Тчев)                      | 2:1          | Олімпія (Ельблонг)              |
| Сточньовец (Гданськ)              | 1:5          | Завіша (Бидгощ)                 |
| Єзьорак (Ілава)                   | 2:0          | Вісла (Плоцьк)                  |
| Старт (Радзеюв)                   | 1:0          | Стільон (Гожув-Великопольський) |
| Погонь (Седльце)                  | 1:0          | Гутнік (Варшава)                |
| Млав'янка (Млава)                 | 0:1          | Влукняж (Паб'яниці)             |
| Полонез (Варшава)                 | 1:4          | Радомяк (Радом)                 |
| Варта-2 (Познань)                 | 1:1 пен. 4:5 | Шленза (Вроцлав)                |
| Остров'я (Острув-Велькопольський) | 3:1 дч       | Хробри (Глогув)                 |
| Погонь (Олесниця)                 | 1:2          | Заглембє (Сосновець)            |
| Олімпія (Каменна Ґура)            | 1:2          | Дозамет (Нова Суль)             |
| Заглембє (Валбжих)                | 2:3          | П'яст (Нова Руда)               |
| Гурник-2 (Валбжих)                | 1:5          | Гурник (Кнурув)                 |
| Царбо (Гливиці)                   | 0:0 пен. 1:3 | Ураня (Руда-Шльонська)          |
| БКС Сталь (Бельсько-Бяла)         | 2:0          | Гутник (Краків)                 |
| Ґрунвальд (Руда-Шльонська)        | 2:1          | Шомберки (Битом)                |
| Гутник-2 (Краків)                 | 0:3          | Сандеція (Нови Сонч)            |
| Ґранат (Скаржисько-Каменна)       | 1:0          | Сталь (Стальова Воля)           |
| Ґлінік (Горлиці)                  | 2:2 пен. 1:4 | Вісла (Краків)                  |
| Сярка (Тарнобжег)                 | 1:2          | Корона (Кельці)                 |
| Сталь-2 (Мелець)                  | 1:2          | Ресовія (Ряшів)                 |
| Люблінянка (Люблін)               | 0:1 дч       | Бронь (Радом)                   |
| Гвардія (Холм)                    | 0:5          | Іглоополь (Дембиця)             |
| Унія (Скерневіце)                 | 1:1 пен. 3:0 | Авіа (Свідник)                  |
| ГКС (Белхатув)                    | 2:0          | ГКС (Ястшембе)                  |
| Борута (Зґеж)                     | 1:3          | П'яст (Гливиці)                 |
| Полонія (Бидгощ)                  | 3:1          | Одра (Водзіслав-Шльонський)     |

## Третій раунд
| Команда 1                         | Рахунок | Команда 2            |
| --------------------------------- | ------- | -------------------- |
| 26 серпня 1987                    |         |                      |
| СГР Войцешице                     | 2:0     | Гвардія (Кошалін)    |
| Старт (Радзеюв)                   | 2:6     | Влукняж (Паб'яниці)  |
| Вісла (Тчев)                      | 0:2     | Завіша (Бидгощ)      |
| Єзьорак (Ілава)                   | 2:1     | Гвардія (Варшава)    |
| Погонь (Седльце)                  | 2:1     | Бронь (Радом)        |
| П'яст (Нова Руда)                 | 2:0     | Шленза (Вроцлав)     |
| Остров'я (Острув-Велькопольський) | 1:0 дч  | Дозамет (Нова Суль)  |
| Ураня (Руда-Шльонська)            | 1:2     | Заглембє (Сосновець) |
| Ґрунвальд (Руда-Шльонська)        | 4:2     | Гурник (Кнурув)      |
| Ґранат (Скаржисько-Каменна)       | 2:1     | Іглоополь (Дембиця)  |
| Унія (Скерневіце)                 | 0:2     | Корона (Кельці)      |
| Сандеція (Нови Сонч)              | 1:3     | Ресовія (Ряшів)      |
| БКС Сталь (Бельсько-Бяла)         | 1:2     | П'яст (Гливиці)      |
| 15 вересня 1987                   |         |                      |
| Полонія (Бидгощ)                  | 1:0     | Балтик (Гдиня)       |
| Радомяк (Радом)                   | 1:2     | Ягеллонія (Білосток) |
| ГКС (Белхатув)                    | 1:0     | Вісла (Краків)       |

## 1/16 фіналу
| Команда 1                         | Рахунок      | Команда 2            |
| --------------------------------- | ------------ | -------------------- |
| 6 жовтня 1987                     |              |                      |
| Єзьорак (Ілава)                   | 0:2          | Лех (Познань)        |
| 7 жовтня 1987                     |              |                      |
| Ґранат (Скаржисько-Каменна)       | 1:5          | Легія (Варшава)      |
| Заглембє (Сосновець)              | 0:2          | ГКС (Катовиці)       |
| Мотор (Люблін)                    | 2:1          | Ягеллонія (Білосток) |
| П'яст (Гливиці)                   | 0:1          | Лехія (Гданськ)      |
| П'яст (Нова Руда)                 | 0:2          | Погонь (Щецин)       |
| Ресовія (Ряшів)                   | 0:1          | Шльонськ (Вроцлав)   |
| Завіша (Бидгощ)                   | 1:2 дч       | Відзев (Лодзь)       |
| ГКС (Белхатув)                    | 0:2          | Заглембє (Любін)     |
| Ґрунвальд (Руда-Шльонська)        | 2:3          | ЛКС (Лодзь)          |
| Корона (Кельці)                   | 0:0 пен. 2:4 | Олімпія (Познань)    |
| Влукняж (Паб'яниці)               | 0:3          | Гурник (Валбжих)     |
| СГР Войцешице                     | 2:1          | Рух (Хожув)          |
| Погонь (Седльце)                  | 1:1 пен. 5:4 | Полонія (Битом)      |
| Остров'я (Острув-Велькопольський) | 1:0          | Сталь (Мелець)       |
| 18 листопада 1987                 |              |                      |
| Полонія (Бидгощ)                  | 1:2 дч       | Гурник (Забже)       |

## 1/8 фіналу
| Команда 1                         | Рахунок | Команда 2         |
| --------------------------------- | ------- | ----------------- |
| 18 листопада 1987                 |         |                   |
| Остров'я (Острув-Велькопольський) | 0:3     | Лех (Познань)     |
| Відзев (Лодзь)                    | 1:3 дч  | Легія (Варшава)   |
| Шльонськ (Вроцлав)                | 2:1 дч  | ГКС (Катовиці)    |
| Заглембє (Любін)                  | 1:3     | Погонь (Щецин)    |
| СГР Войцешице                     | 1:2     | ЛКС (Лодзь)       |
| Гурник (Валбжих)                  | 4:3     | Олімпія (Познань) |
| Погонь (Седльце)                  | 1:0     | Мотор (Люблін)    |
| 25 листопада 1987                 |         |                   |
| Гурник (Забже)                    | 4:0     | Лехія (Гданськ)   |

## 1/4 фіналу
| Команда 1               | Заг. | Команда 2       | 1-й матч | 2-й матч |
| ----------------------- | ---- | --------------- | -------- | -------- |
| 5 березня/6 квітня 1988 |      |                 |          |          |
| Погонь (Щецин)          | 0:2  | Лех (Познань)   | 0:1      | 0:1      |
| Гурник (Валбжих)        | 4:3  | ЛКС (Лодзь)     | 2:1      | 2:2      |
| 6 березня/6 квітня 1988 |      |                 |          |          |
| Погонь (Седльце)        | 1:6  | Легія (Варшава) | 0:3      | 1:3      |
| Шльонськ (Вроцлав)      | 1:8  | Гурник (Забже)  | 1:2      | 0:6      |

## 1/2 фіналу
| Команда 1               | Заг. | Команда 2      | 1-й матч | 2-й матч |
| ----------------------- | ---- | -------------- | -------- | -------- |
| 13 квітня/4 травня 1988 |      |                |          |          |
| Легія (Варшава)         | 3:2  | Гурник (Забже) | 1:0      | 2:2      |
| Гурник (Валбжих)        | 2:4  | Лех (Познань)  | 2:1      | 0:3      |

## Фінал
| 23 червня 1988 |

| Лех (Познань) | 1:1 дч   | Легія (Варшава) |
| ------------- | -------- | --------------- |
| Арашкевич 49' | Протокол | Іваніцкі 64'    |

| Міський стадіон, Лодзь Глядачів: 10 000 Арбітр: Пйотр Вернер |

|                                                         |     | Пенальті                                           |  |
| Крущиньскі · Пахельскі · Яколцевич · Словакевич · Жепка | 3:2 | Кубицький · Дзекановський · Латка · Піш · Іваніцкі |  |